# Bosque de los monos de Ubud

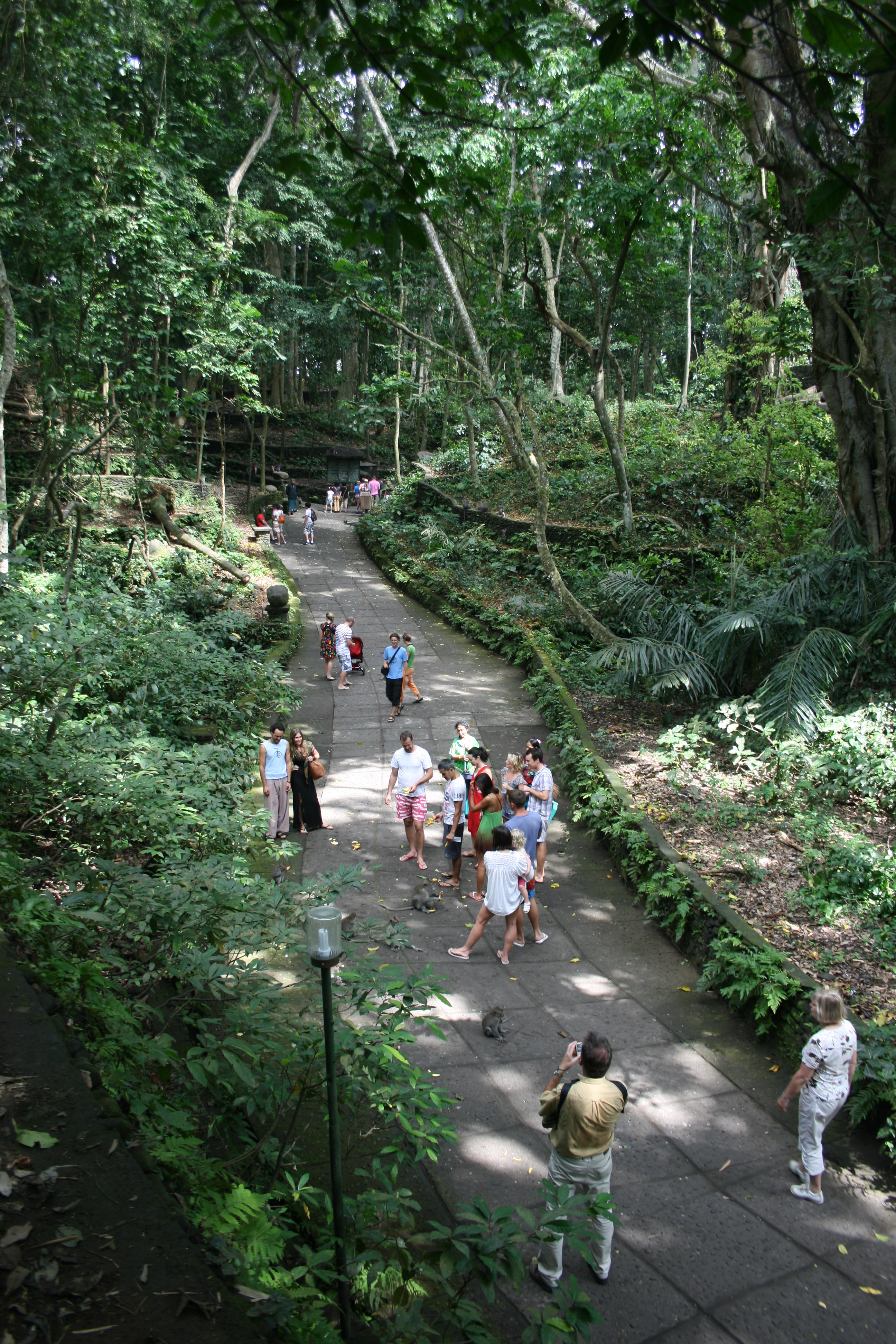
Visitantes viendo comer a los macacos en el bosque de los monos.

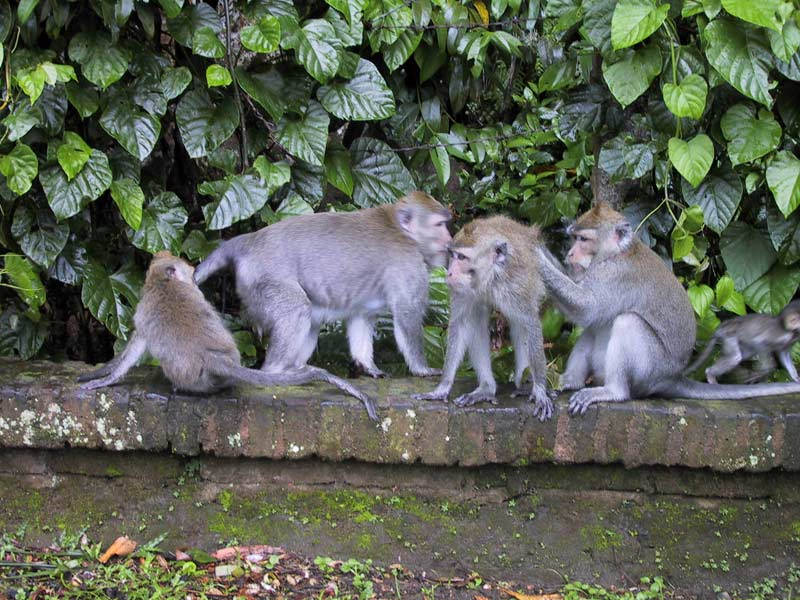
Grupo de macacos.

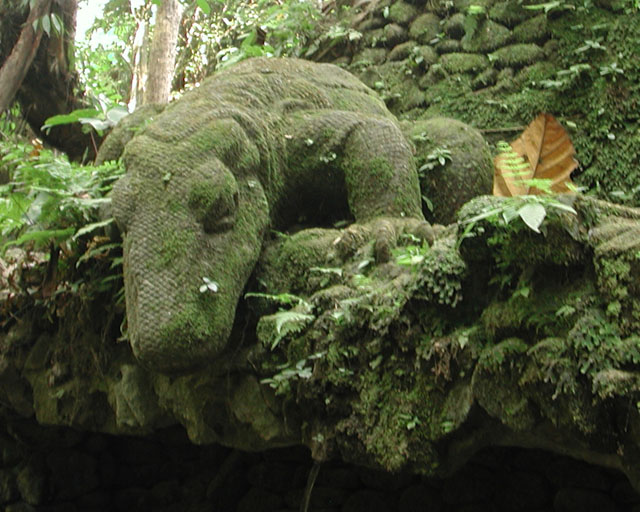
Estatua del dragón de Komodo en el bosque.

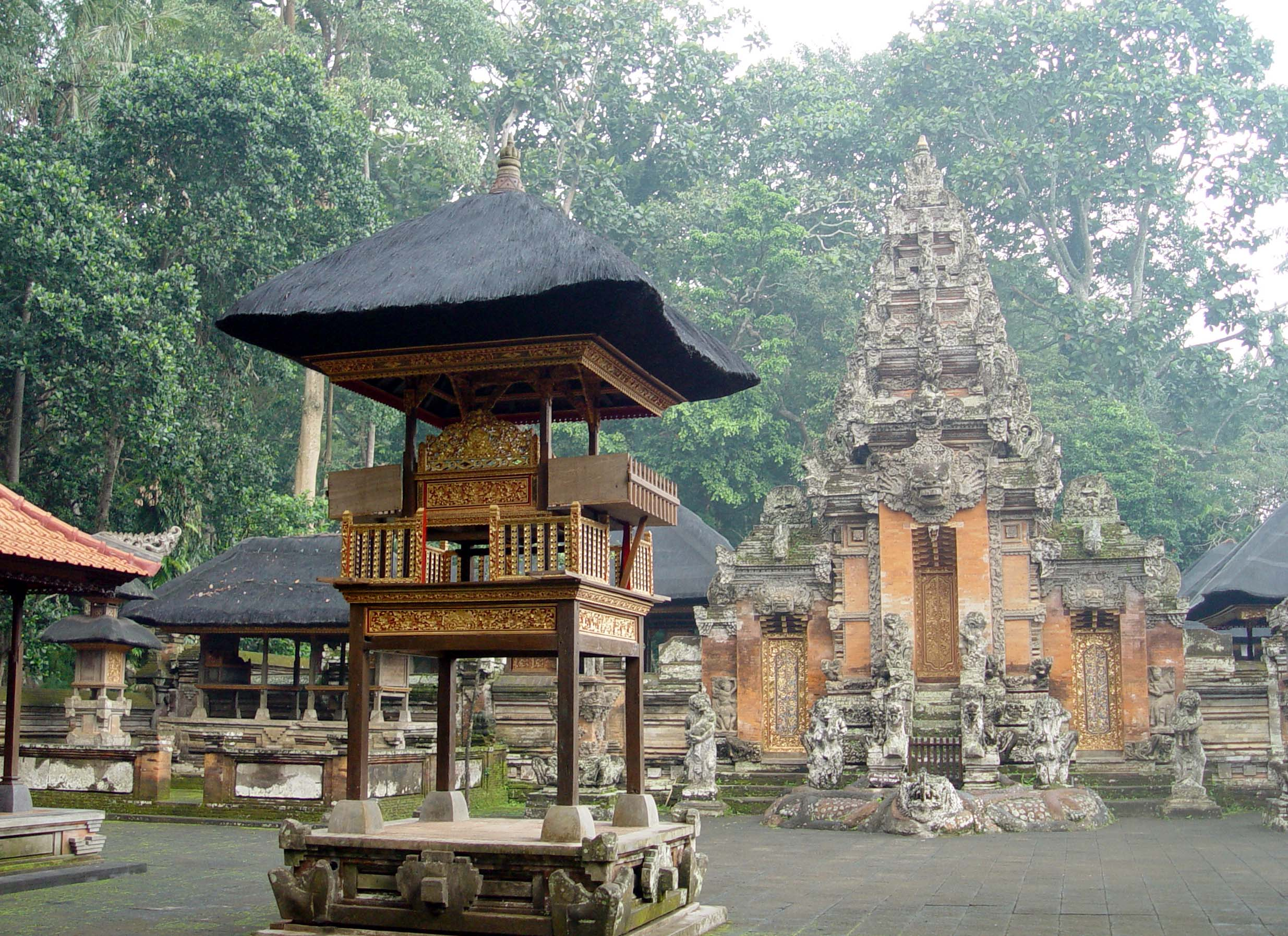
Pura Dalem Agung Padangtegal.

El Bosque de los monos de Ubud (en indonesio: Mandala Suci Wenara Wana) es un complejo de templos y reserva natural del macaco balinés de cola larga. Se encuentra en Padangtegal Ubud, Bali, Indonesia. 
En este lugar viven alrededor de 1059 monos, divididos en 7 grupos, a saber, frente al templo principal, el del nuevo bosque, el central, el oriental, el sur, el Michelin y el de los cementerios. Cada grupo consta de entre 110 a 220 monos, incluyendo infantes (recién nacidos a 1 año), juveniles 1 (1-2 años), juveniles 2 (2-4 años), machos subadultos (4-6 años), hembras adultas (>4 años) y machos adultos (> 6 años). La población de macacos ha crecido en exceso, teniendo en cuenta que, cuando se han contabilizado, han pasado de 69 macacos en 1986, 139 en 2000, 304 en 2007, frente a los actuales 1059, lo que se considera un problema ambiental conflictivo entre ellos y ante su molesto comportamiento con los visitantes. 
El bosque es frecuentado por entre 15.000 y 120.000 turistas por mes. El bosque tiene 186 especies de plantas y árboles y cubre un área de aproximadamente 12,5 hectáreas, y está siendo expandido hacia el sur del área.
El bosque de los monos también tiene tres templos hinduistas. La misión del santuario del bosque de los monos es conservar el área basado en el concepto filosófico hinduista de la armonía del Tri Hita Karana.
Todo el conjunto es propiedad de la comunidad de Padangtegal y está gestionado por Mandala Suci Wenara Wana Management. El propósito de la gestión es mantener sagrado el lugar y promover el bosque de los monos de Ubud como un destino turístico nacional e internacional.

## Templos
Los terrenos del bosque de los monos albergan tres templos hindúes, todos aparentemente construidos alrededor de 1350, probablemente en la época de la dinastía de Pejeng.
- Pura Dalem Agung Padangtegal ('Gran Templo de la Muerte de Padangtegal'), también conocido como Templo Principal, se encuentra en la parte suroeste del parque. Allí se adora al dios Hyang Widhi, personificación de Shiva, "el Reciclador" o "el Transformador".[1][7]
- Pura Beji , o templo Beji, en la parte noroeste del área, se utiliza para el culto a Hyang Widhi, esta vez, personificación de la diosa Gangga. Es un templo de baño de la 'Primavera Sagrada', un lugar de purificación antes de realizar la ceremonia religiosa del piodalan. También se utiliza para la melukat,[1] una ceremonia de limpieza espiritual de la mente y el alma en los humanos.[1]
- Pura Prajapati o templo Prayápati, ubicado en la parte noreste del parque, se utiliza para adorar a Hyang Widhi en la personificación de Prayápati. Un cementerio adyacente a este templo recibe los cuerpos de los difuntos para un entierro temporal mientras esperan una ceremonia de cremación masiva, que se lleva a cabo una vez cada cinco años.[1][7]

Estos templos juegan un papel importante en la vida espiritual de la comunidad local, y el mono y su mitología son importantes en la tradición artística balinesa. El área está santificada por la comunidad local, y algunas partes no están abiertas al público. Las áreas sagradas de los templos están cerradas para todos, excepto para aquellos que estén dispuestos a orar y usen el adecuado atuendo de oración balinés.